# 1934 au Manitoba
Chronologie du Manitoba
- 1930
- 1931
- 1932
- 1933
- 1934
- 1935
- 1936
- 1937
- 1938

Cette page concerne les événements survenus en 1934 dans la province canadienne du Manitoba.

## Politique
- Premier ministre : John Bracken
- Chef de l'Opposition :

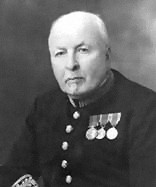
William Johnson Tupper

- Lieutenant-gouverneur : James Duncan McGregor puis William Johnson Tupper
- Législature :

## Naissances
- Lucy Tasseor Tutsweetok (née à Nunalla), sculptrice canadienne. Elle vit à Arviat (aussi appelé Eskimo Point) au Nunavut.

- 21 novembre : Howard Russell Pawley, professeur et homme politique canadien qui a été premier ministre du Manitoba de 1981 à 1988 († 30 décembre 2015).